# Learning to Breathe
Learning to Breathe (em Português, "aprendendo a respirar") é o terceiro álbum de estúdio da banda,  Switchfoot, lançado, nos EUA, no dia 26 de Setembro de 2000.
O disco foi certificado com o disco de ouro da RIAA por mais de 500,000 cópias vendidas. Foi o último álbum pela gravadora Re:think Records, qual foi distribuido por Sparrow Records. Este álbum também recebeu a nomeação ao Grammy de "Melhor Álbum Gospel Rock" em 2001, exclusivamente por causa da afiliação da banda com a gravadora de música cristã contemporânea, e não por via do gênero musical da banda.

## Faixas
1. "Dare You to Move" – 4:07
2. "Learning to Breathe" – 4:35
3. "You Already Take Me There" – 2:42
4. "Love Is the Movement" – 5:10
5. "Poparazzi" – 3:20
6. "Innocence Again" – 3:28
7. "Playing for Keeps" – 3:44
8. "The Loser" – 3:40
9. "The Economy of Mercy" – 3:56
10. "Erosion" – 3:22
11. "Living Is Simple" – 5:17

## Créditos
- Jon Foreman - Guitarra, vocal, teclados
- Tim Foreman - Baixo, vocal, teclados
- Chad Butler - bateria, percussão

## No Cinema
Algumas das canções do álbum "Learning to Breathe" tiveram participação no filme Um Amor Para Recordar: I Dare you to Move e Learning to Breathe. No CD do filme, também tiveram músicas de outros álbuns da banda, como: You, Only Hope e Someday We'll Know.
A música Only Hope deu tanto sucesso à banda, que a atriz e cantora Mandy Moore gravou um cover da música, para o Filme Um Amor Para Recordar.

## Video musical
O único video musical para este álbum foi produzido para a canção, "You Already Take Me There". O video consiste da banda skydiving  de um avião, enquanto eles são visto tocando a canção aonde eles aterrissam. Assista o video musical.